# Palfuria
Palfuria là một chi nhện trong họ Zodariidae.

## Các loài
Các loài trong chi này gồm:
- Palfuria caputlari Szüts & Jocqué, 2001
- Palfuria gibbosa (Lessert, 1936)
- Palfuria gladiator Szüts & Jocqué, 2001
- Palfuria harpago Szüts & Jocqué, 2001
- Palfuria helichrysorum Szüts & Jocqué, 2001
- Palfuria hirsuta Szüts & Jocqué, 2001
- Palfuria panner Jocqué, 1991
- Palfuria retusa Simon, 1910 *
- Palfuria spirembolus Szüts & Jocqué, 2001